# Talokwohmojo
Talokwohmojo is een bestuurslaag in het regentschap Blora van de provincie Midden-Java, Indonesië. Talokwohmojo telt 3162 inwoners (volkstelling 2010).